# Notre-Dame de Boulogne
Ne doit pas être confondu avec Église Notre-Dame de Boulogne.

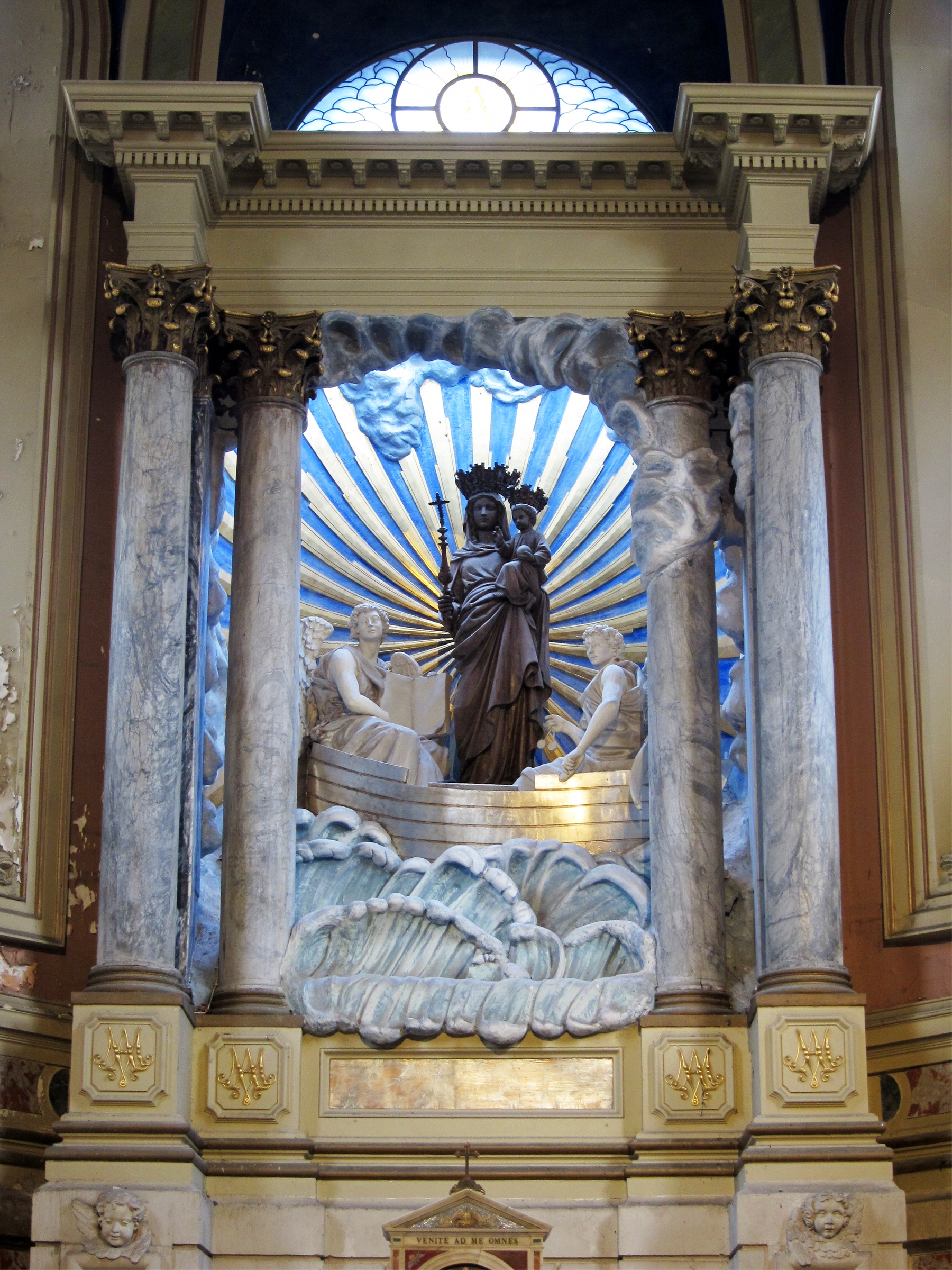
La Vierge nautonière, dans le dôme de la basilique de l'Immaculée Conception de Boulogne-sur-Mer, en France.

La Vierge de Boulogne ou Vierge nautonière, mais aussi Notre-Dame de Boulogne ou Notre-Dame du Grand Retour sont les vocables retenus pour la Vierge Marie dont une apparition aux abords de Boulogne-sur-Mer au haut Moyen Âge engendra un pèlerinage catholique qui existe encore de nos jours.
Les premières traces du culte à la Vierge de Boulogne remontent à la fin du XIe siècle quand Sainte Ide, mère de Godefroy de Bouillon, fait bâtir une cathédrale à sa gloire ; c'est aujourd'hui la basilique de l'Immaculée Conception. L'église de Boulogne-sur-Seine (Boulogne-Billancourt) est bâtie, au début du XIVe siècle, sur le même modèle par Philippe Le Long, fils de Philippe le Bel.
Durant tout le temps des croisades, les chevaliers avant de prendre le chemin de Jérusalem ("Là où Yahvé est, La ville du Seigneur, du Trône du Seigneur, du Trône de Yahvé"), viennent à Boulogne-sur-Mer, y faire bénir leurs épées auprès de la Vierge.
En 1477, lorsque Louis XI rattache le Boulonnais à la Couronne, il transfère la souveraineté de ce comté à la Vierge nautonière et, en avril 1478, il rend hommage à la mère de Dieu de son comté de Boulogne et s’engage, en son nom et celui de ses successeurs, à lui payer tous les droits seigneuriaux de ce fief.
Au Moyen Âge le pèlerinage de Boulogne-sur-Mer était l'un des plus fréquentés, avec ceux du Puy-en-Velay, de Rocamadour, de Chartres et de Lyon-Fourvière.
De nos jours une procession a lieu le deuxième dimanche après le 15 août. Elle se déroule sur 5 jours. Cette période a été choisie pour coïncider avec le retour des terre-neuvas. C’était la fin de la grande pêche, le retour des marins qui venaient s’incliner devant Notre-Dame pour la remercier d’avoir veillé sur eux.

## Apparition mariale et développement du pèlerinage
La légende rapporte qu'en 636, alors que Boulogne fait partie du royaume franc de Dagobert, les habitants sont témoins de l'accostage, à l'embouchure de la Liane, d'une nacelle poussée par des anges, barque sur laquelle se trouve une statue en bois de la Vierge Marie tenant l’Enfant Jésus sur son bras gauche. Autour d'elle, émane un halo de paix et de lumière. Devant la foule attroupée, la voix de la sainte résonne et dit, avant que la manifestation ne cesse :
« Je suis l’avocate des pécheurs, la source de grâce, la fontaine de piété qui souhaite qu’une lumière divine descende sur vous et sur votre ville. Mes amis, faites, en mon nom, édifier une église. »
À partir de cette apparition relatée dans des manuscrits de la fin du Moyen Âge, se développe un pèlerinage animé par la piété et la ferveur populaire. De nombreux pèlerins s'arrêtent à Boulogne pour prier Notre-Dame dont des rois de France et des croisés. Ce pèlerinage devint tellement connu dans les autres provinces de France que Philippe le Bel, afin d'organiser un pèlerinage secondaire, fait construire une église dans la forêt du Rouvray (dont un vestige est le Bois de Boulogne) qui allait favoriser la fondation de Boulogne-sur-Seine, dite Boulogne la petite, appelée de nos jours Boulogne-Billancourt.

## Statues de Notre-Dame de Boulogne et pèlerinage actuel

### Sculptures successives
La sculpture originelle, datée de 636, a été conservée à Boulogne dans une chapelle puis une église à l'emplacement de l'actuelle basilique. Elle est subtilisée  en 1544  par les soudards d’Henri VIII  qui pillent le lieu de culte et emmenèrent la statue en Angleterre où elle demeure plusieurs années. Il faut l’intervention d’Henri III pour qu'elle soit restituée. En 1567, les Huguenots  dévastent à leur tour l’église à peine restaurée et remeublée. La statue est dérobée par Jean de Frohart qui l’emmène dans son château d’Honvault aux portes de Boulogne où elle est cachée dans un puits. Elle n'est restituée qu'en 1607. Restaurée en 1630, elle disparaît en décembre 1793,, jetée au feu par les Révolutionnaires.
Une statuette dite de Notre-Dame du Saint-Sang est réalisée au début du XVIIe siècle. Il s'agit de la plus ancienne représentation de la Vierge nautonière, dont l’iconographie s’est enrichie d’un cœur dans la main de Marie et d'un globe dans celle de Jésus. Elle était vénérée dans la chapelle du Saint-Sang à Boulogne.
En 1803, la chapelle des Annonciades accueille un groupe sculpté comportant deux anges aujourd'hui disparus et la vierge debout dans une barque. Gras, originaire de Saint-Omer l'a représentée d'après la description qui lui a été faite de l'œuvre originelle.
En 1840, une nouvelle statue est commandée pour la chapelle de la Vierge  qui vient d'être reconstruite et que remplace en 1875 la Vierge nautonière actuelle, œuvre de Louis Duthoit, achevée par Eugène Delaplanche. Bien que représentée debout, en contradiction avec la Vierge assise dont le thème remonte au Moyen Âge, la statue reste indissociable de la barque et des deux anges qui la pilotent conformément à la tradition de Notre-Dame de Boulogne.
C’est à ces statues qu’appartiennent les deux séries de couronnes, dont les plus grandes copient celle que Godefroy de Bouillon et ses frères ont offerte à Boulogne à la fin du XIe siècle.
Une statue en fonte argentée datant de 1820 était portée en procession par les marins du quartier Saint-Pierre.
En 1938, pour les besoins d'une procession, Youssef Howayek (en) réalise une nouvelle Vierge nautonière à partir d'un tronc de cèdre du Liban. Trois copies en stuc blanc sont ensuite sculptées par Pierre Stenne dont une est aujourd'hui conservée à Boulogne et une autre à Rivière-Pilote en Martinique.
Dans le transept droit de l'église Notre-Dame de Boulogne-Billancourt, on peut  aussi voir une représentation de la Vierge nautonière debout dans sa barque.
Une autre sculpture est visible quai de la Vierge au Portel près de Boulogne-sur-Mer. Érigée en 1921 elle est due à Laurent Goblet.
Dans la niche surmontant la porte des Dunes à Boulogne-sur-Mer se trouve un groupe de Paul Graf, sculpteur local, groupe qui a succédé en 1924 à d'autres représentations en bois de la Vierge nautonière. L'église paroissiale du Portel détient une maquette de ce groupe.

### Origine du Grand Retour
En 1938, Boulogne-sur-Mer accueille  le 4e congrès marial. Pour sensibiliser les populations de l'Artois et du Boulonnais, deux prêtres imaginent ce que l'on baptise  la Voie Ardente : conjointement des cierges contenant des parcelles de la « Sainte Chandelle des Ardents », une croyance datant du début du XIIe siècle, et des reproductions moulées de la statue nautonière de « Notre-Dame de Boulogne » vont parcourir le diocèse d'Arras pour relancer la piété.
Pour cela, Monseigneur Leprêtre commande une statue, semblable à la Sainte Image. C'est le sculpteur libanais Youssef Howayek qui  en est l'auteur. On en fait trois copies en pierre.
Du 8 mai au 17 juillet 1938, trois des statues sillonnent le diocèse par trois itinéraires différents, et une quatrième  le diocèse de Lille à partir du 25 juin 1938 pour rejoindre Boulogne-sur-Mer.
Il est alors décidé de faire parcourir la France à ces statues pour rejoindre Le Puy où doit se dérouler le 5e congrès marial en 1942. Une des statues part de Boulogne en septembre 1938, traverse la Somme, arrive à Reims où elle est cachée chez les Trappistisnes d'Igny  car la Seconde Guerre mondiale a débuté, franchit la ligne de démarcation, mais n'arrive à Lourdes qu'en septembre 1942.

### Grand Retour (1943-1948)
Du 28 mars 1943 au 29 août 1948, les quatre statues nautonières  fixées sur un char à quatre roues sillonnent la France métropolitaine et les Antilles. En fin de pèlerinage, deux de ces statues reviennent à Boulogne. À la signification spirituelle du « Grand Retour » de la Vierge à son port d'attache (de Lourdes, à Boulogne-sur-Mer) et du retour à la foi voulus par l'Église catholique, les Français associèrent une signification plus profane du retour de la paix ainsi que des travailleurs, prisonniers et déportés retenus en Allemagne. L'accueil de ces statues occasionna des manifestations grandioses : arcs de triomphe, multiples décorations et mobilise des foules, pieds nus, priant et chantant. Les deux autres statues ont effectué depuis Lourdes, un voyage sans retour. La première prend une voie maritime et reste en Martinique à l'issue du pèlerinage ; la seconde prend une route à l'est et termine sa procession en Corse. Au total les cortèges auront parcouru 120 000 km et visité 16 000 paroisses.
Le 14 décembre 1944, une des quatre statues de Notre-Dame-de-Boulogne, celle de l'itinéraire occidental, fut accueillie à Plougourvest : « À Plougourvest, tout le monde se pressait pour l'accueillir au pied d'un arc de triomphe à l'entrée de la paroisse, maire et recteur en tête. Tout le monde l'accompagna au long d'autres monuments triomphaux jusqu'à la sortie [de la paroisse]. Certains marchaient sans chaussures, sur 5 km de routes caillouteuses, les pieds en sang ». Ce fut « sans doute un des derniers avatars d'une religion populaire collective mi-procession mi-croisade, où se mêle une ancienne pastorale de la peur et l'espoir du renouveau » a écrit Yann Celton.

## Galerie

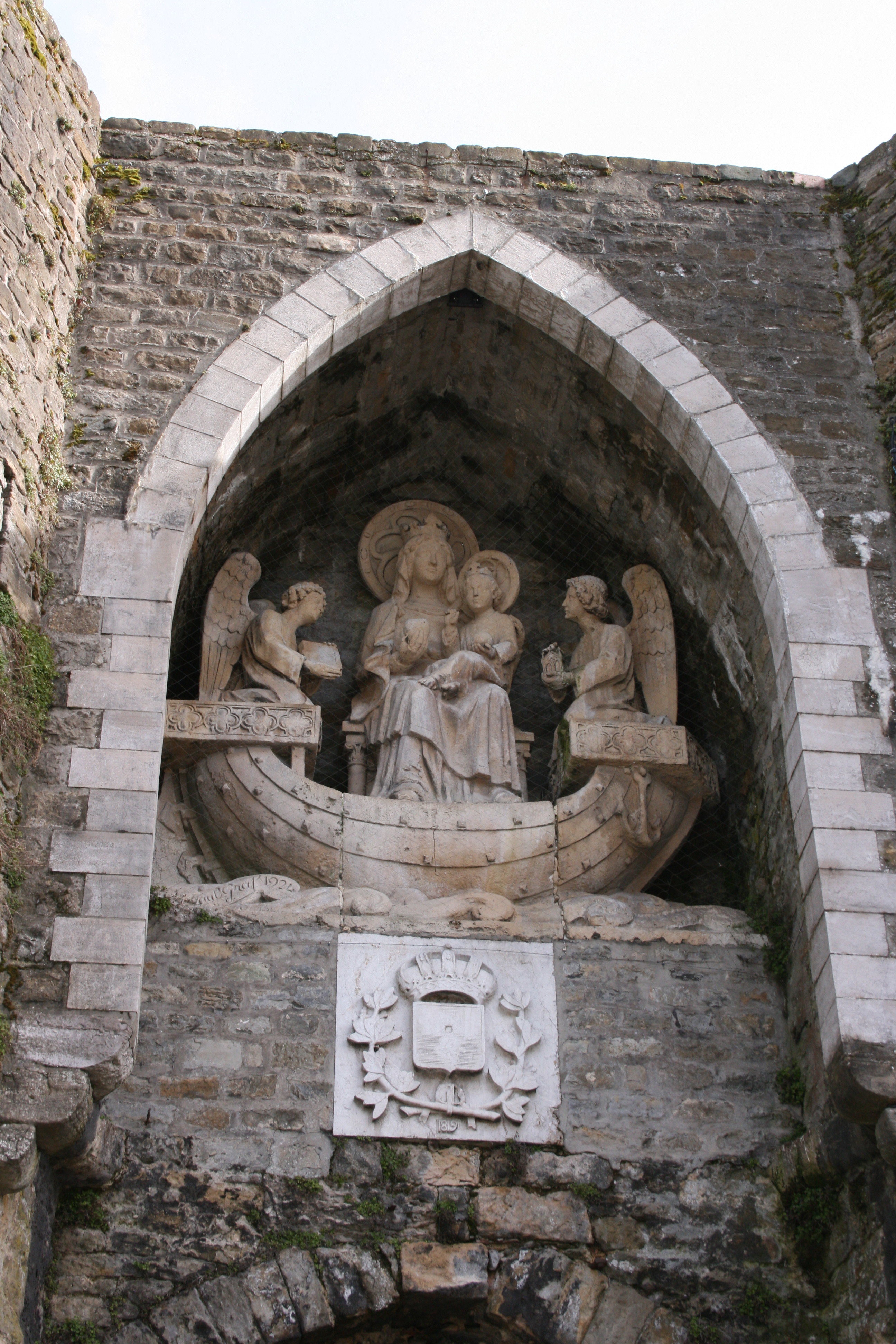
Porte des Dunes à Boulogne-sur-Mer.
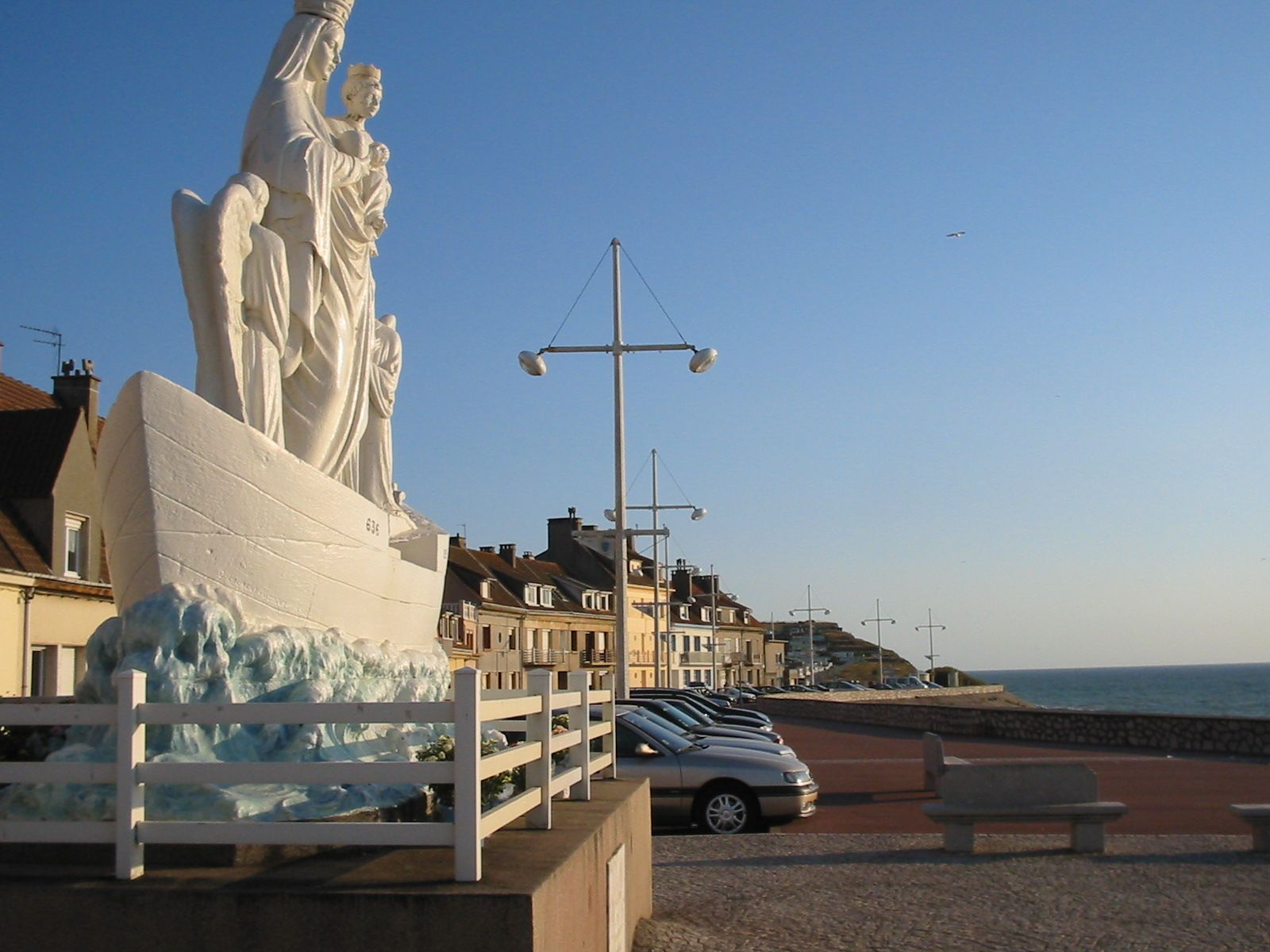
Barque de Notre-Dame au Portel.
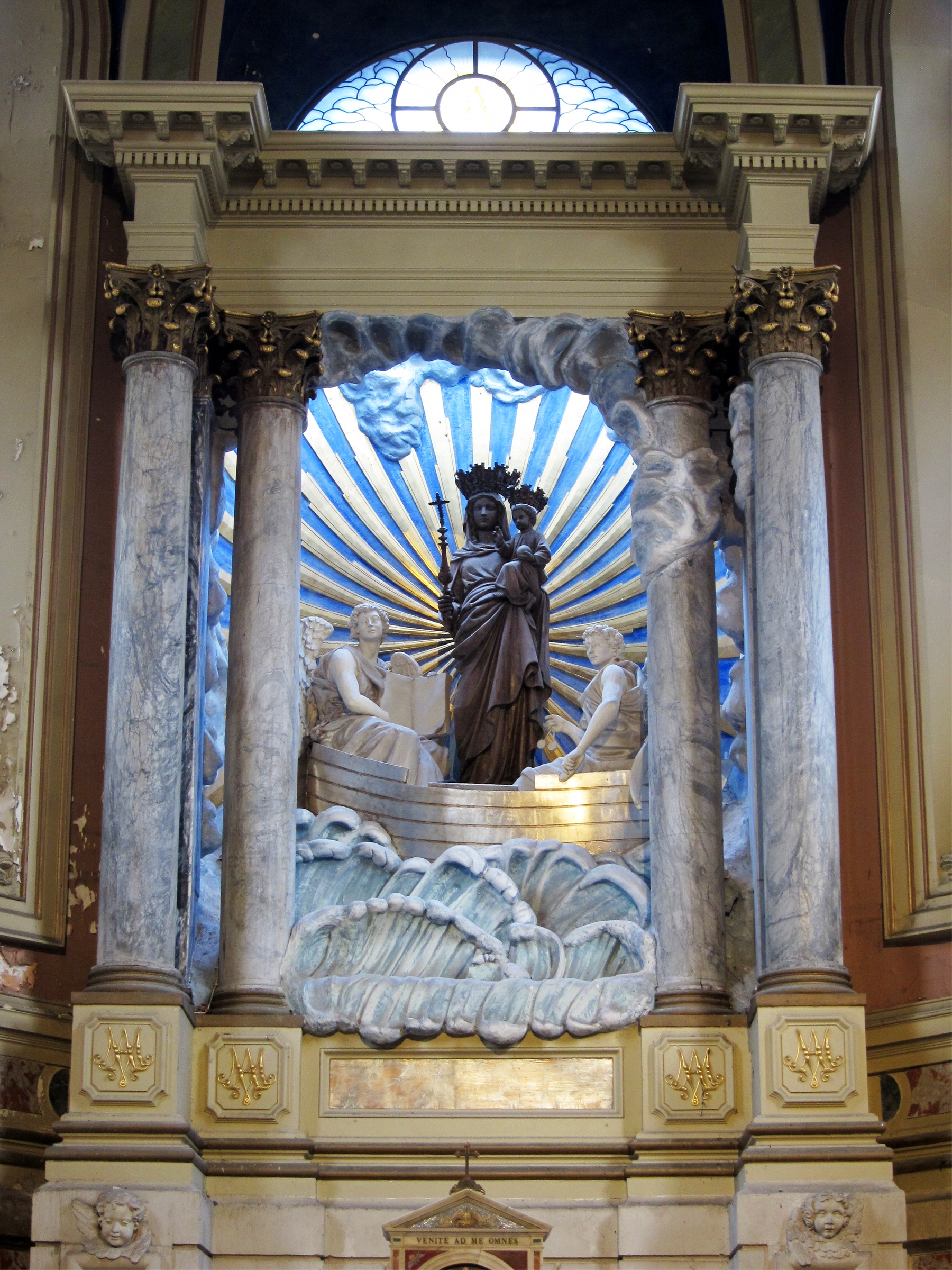
Basilique  de Boulogne-sur-Mer.
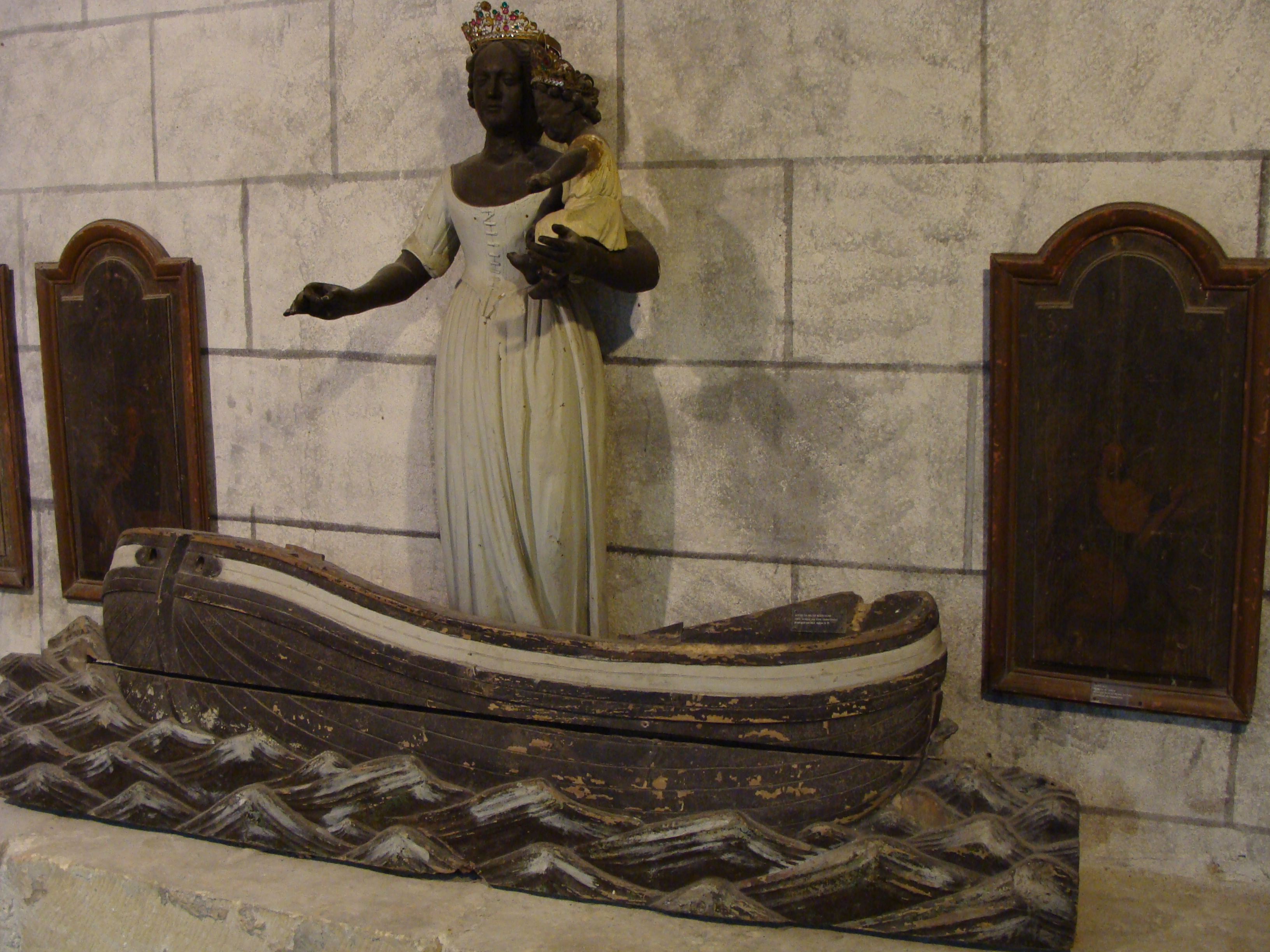
Notre-Dame de Boulogne (1803).
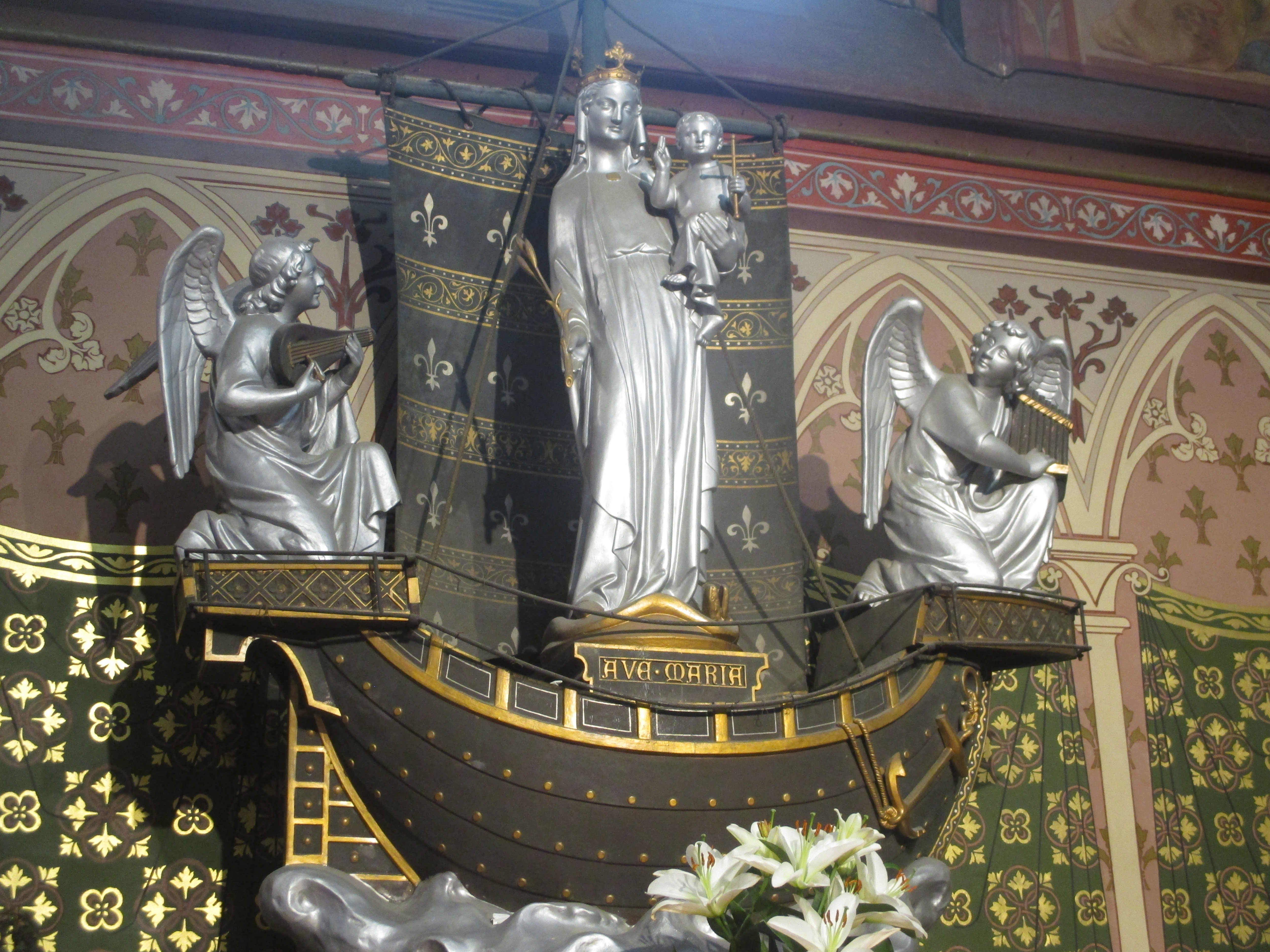
Notre-Dame (église de Boulogne-Billancourt).
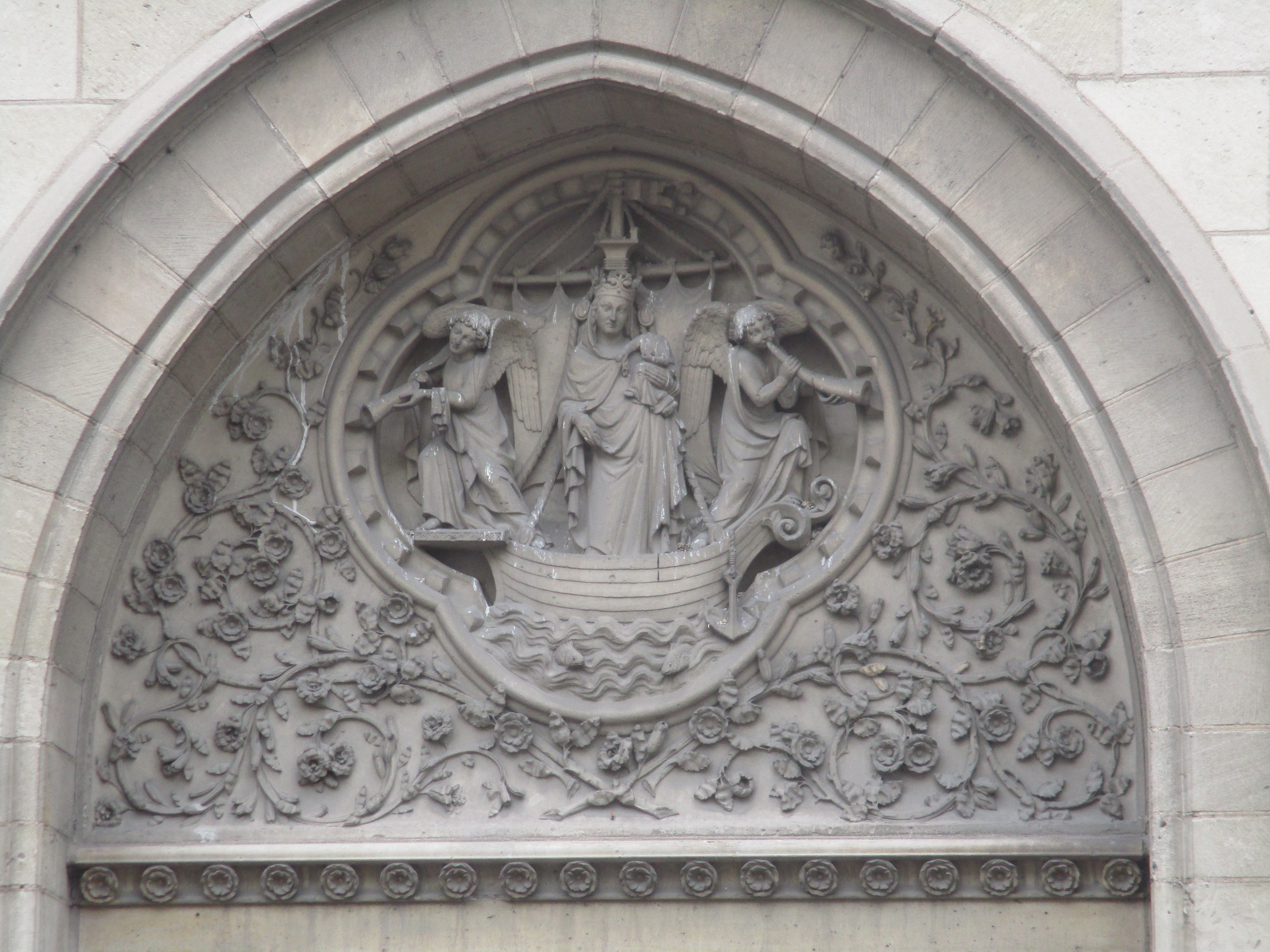
Tympan de l'église de Boulogne-Billancourt.
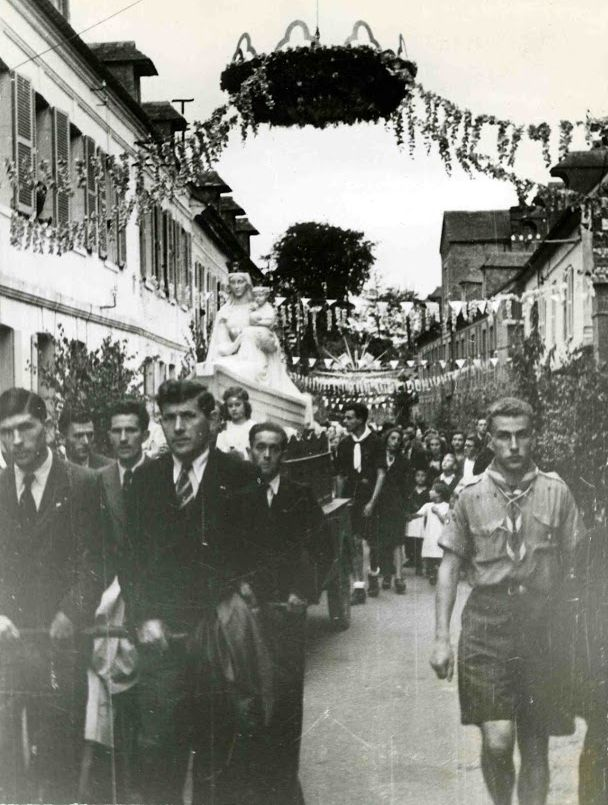
Cortège du Grand Retour à Yvetot (10 août 1946).
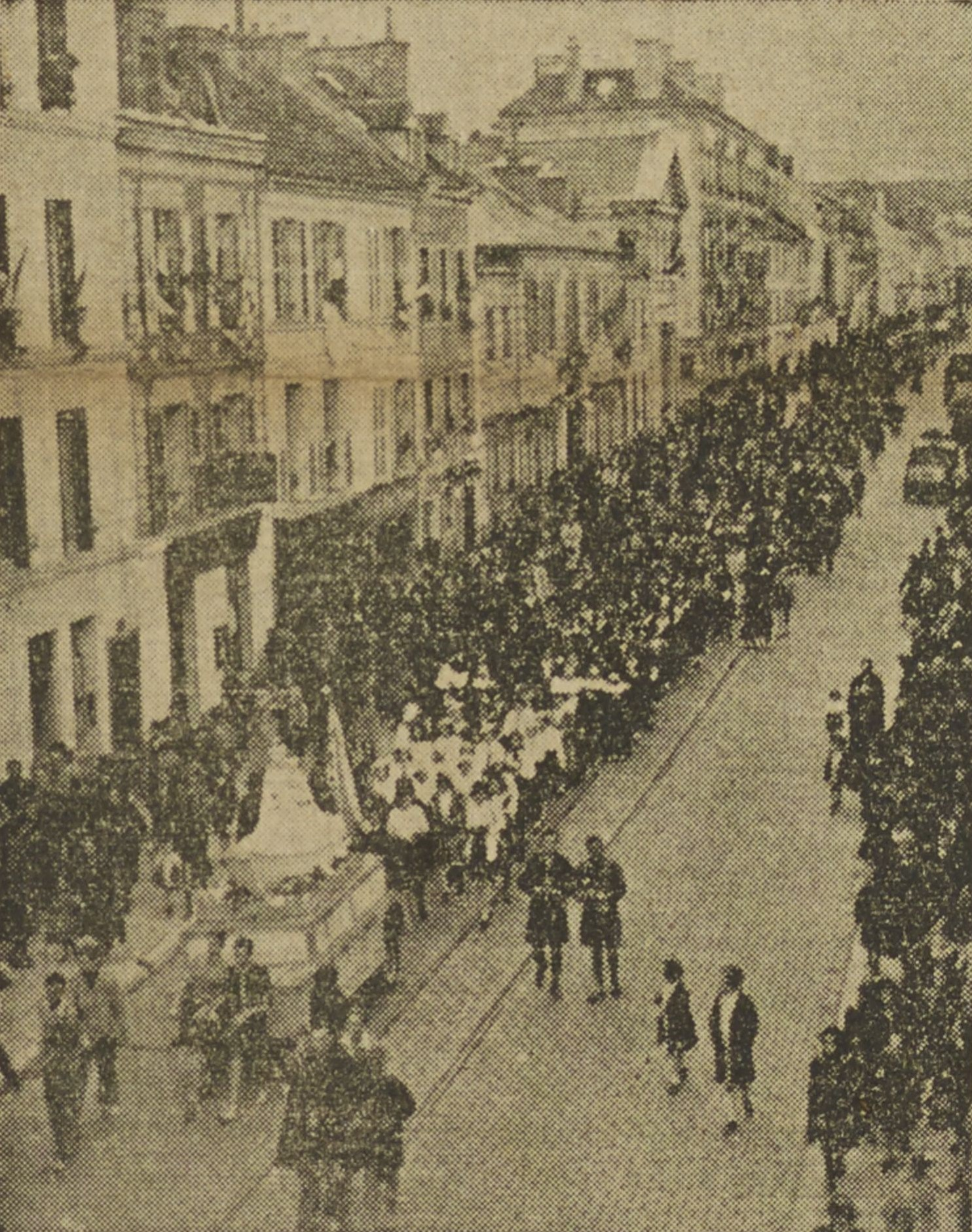
Cortège du Grand Retour à Fontainebleau (28 ou 29 septembre 1945)[20].